# Isny im Allgäu
Isny im Allgäu is een gemeente in de Duitse deelstaat Baden-Württemberg, gelegen in het heuvelachtige Landkreis Ravensburg, grenzend aan Beieren. De stad telt 14.321 inwoners.

## Foto's

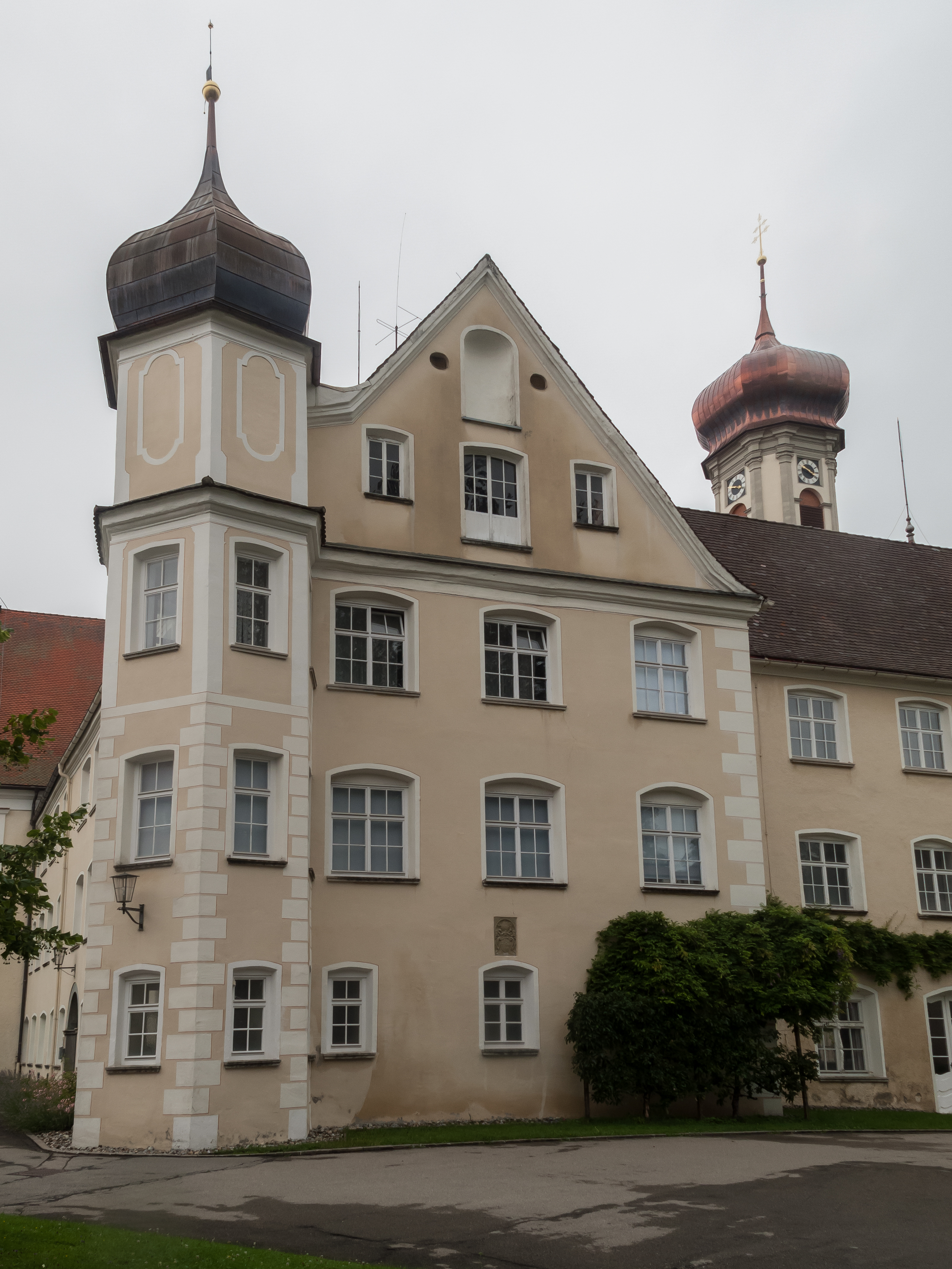
het voormalige Benedikter klooster
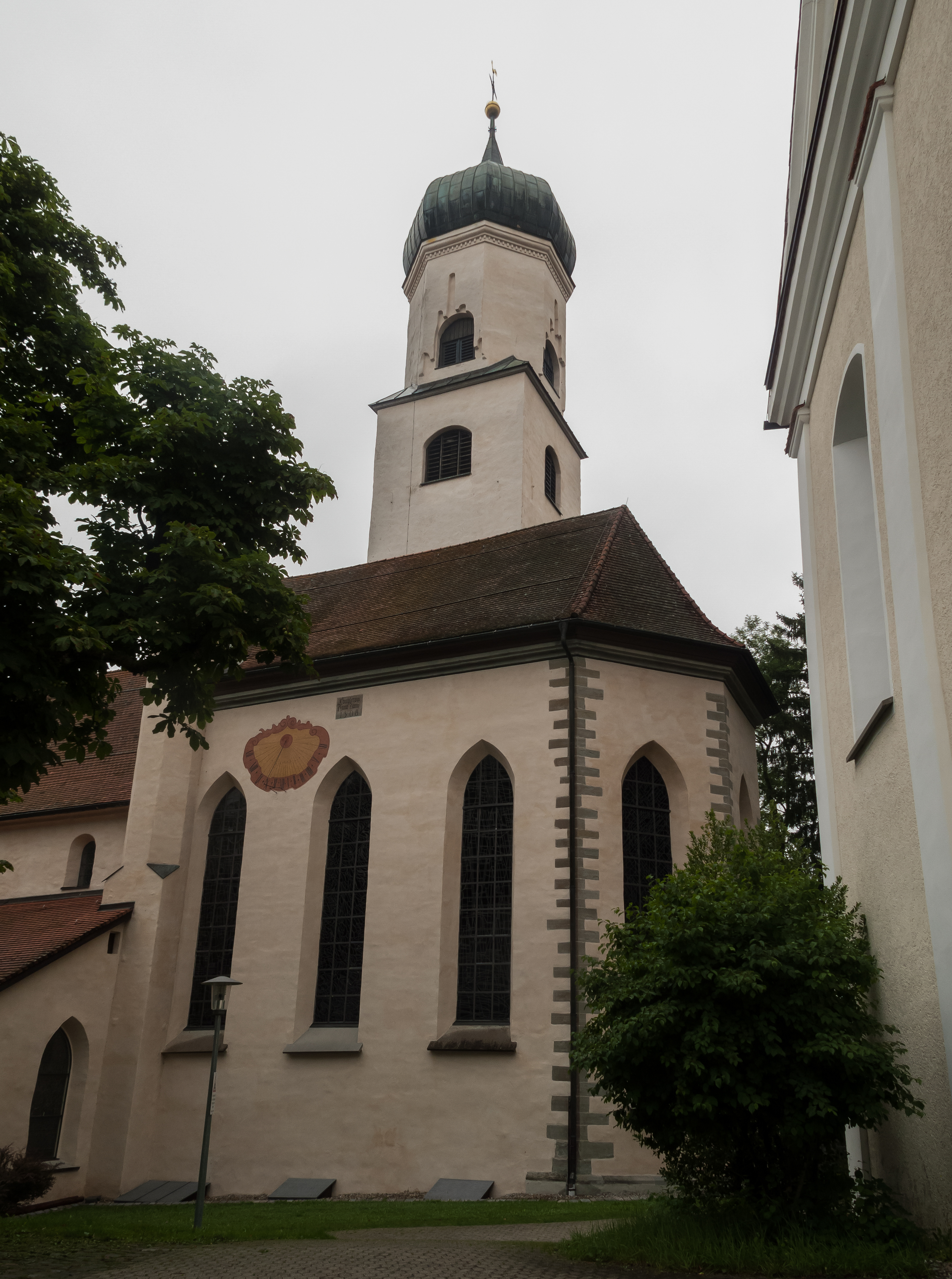
de evangelische kerk
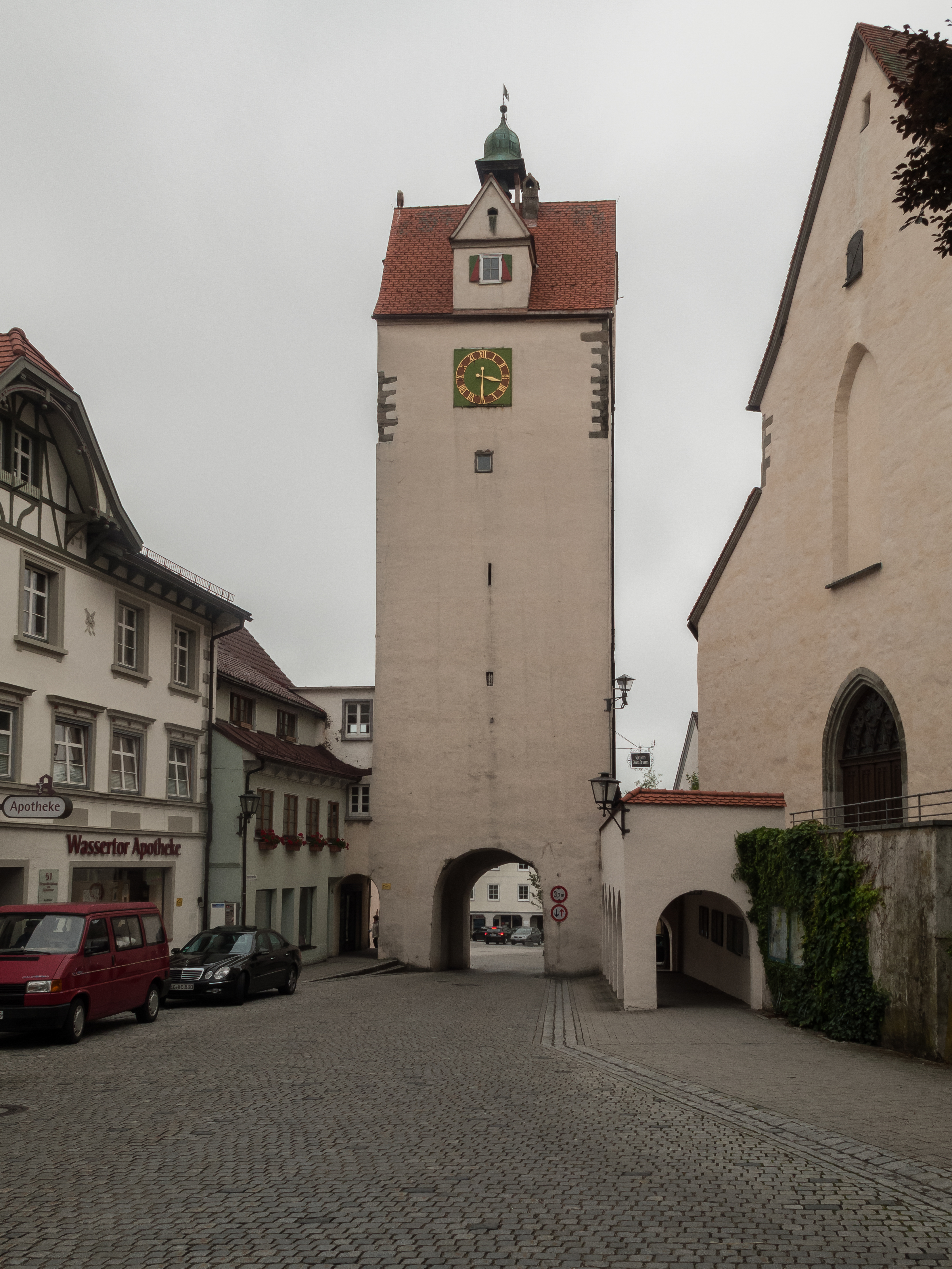
stadspoort: das Wassertor
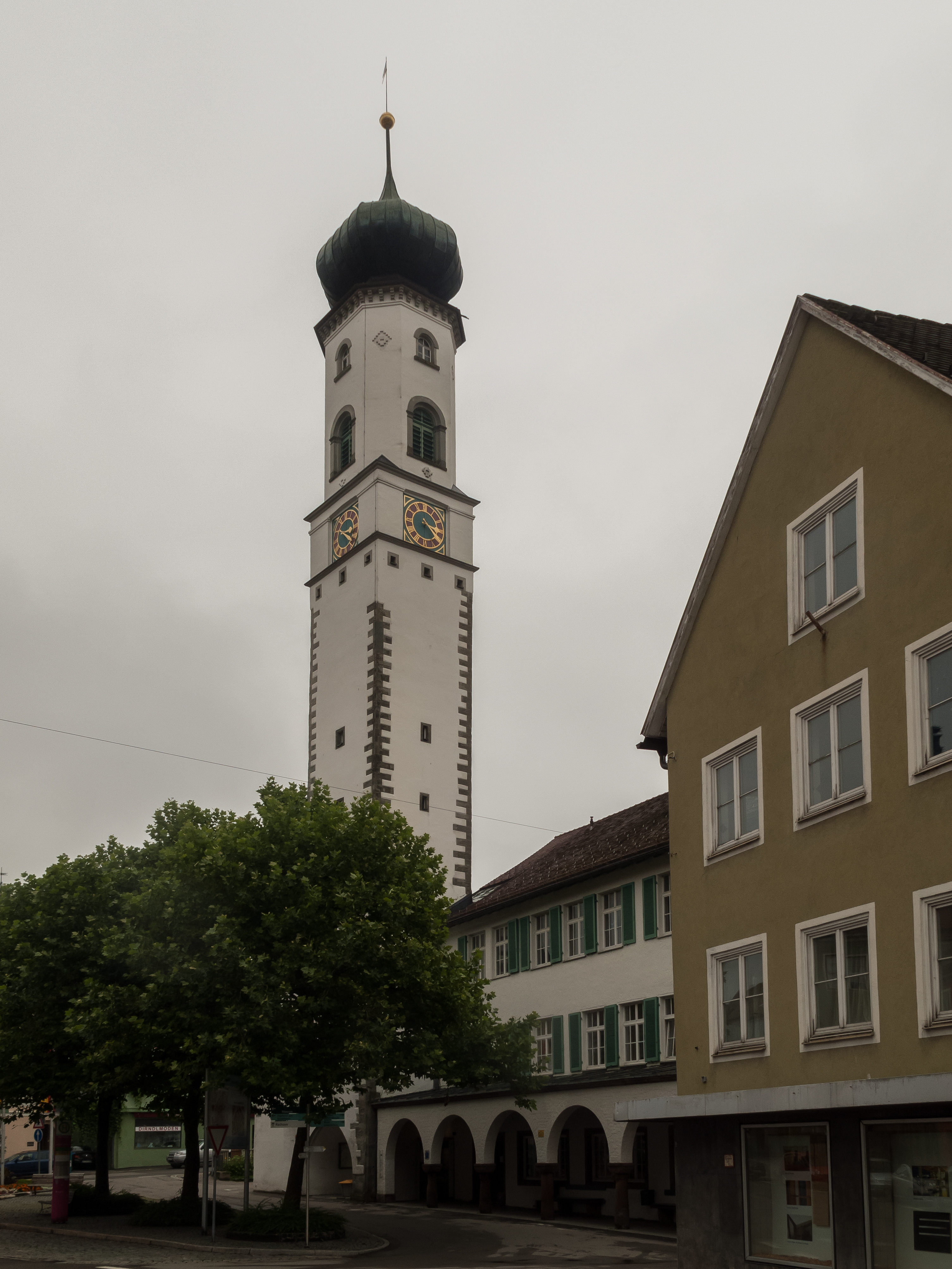
de voormalige lakenhal met Blaserturm

## Geografie
Isny im Allgäu heeft een oppervlakte van 85,37 km² en ligt in het zuidwesten van Duitsland.

## Historie

Isny vóór en ná de grote brand van 1631, Cornelis Danckaerts: Historis oft waerachtich verhael van den gantschen toestant van oorlooge ... 1642

- zie Rijksstad Isny
- zie Abdij Sankt Georg (Isny)

## Geboren
- Franziskus Ehrle (17 oktober 1845 - 31 maart 1934), geestelijke en kardinaal
- Axel F. Otterbach (1948), beeldhouwer
- Maximilian Mechler (3 februari 1984), schansspringer